# Leonid Rojsman

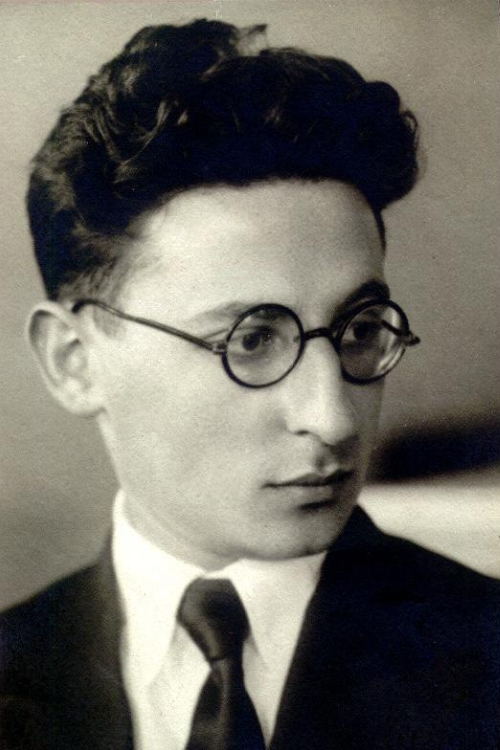
Leonid Rojsman, um 1942

Leonid Isaakowitsch Rojsman (russisch Леонид Исаакович Ройзман, international meist englisch Leonid Izaakovich Roizman; * 22. Dezember 1915jul. / 4. Januar 1916greg. in Kiew, Russisches Kaiserreich; † 26. März 1989 in Moskau, UdSSR) war ein bedeutender sowjetischer Musikwissenschaftler, Organist und Pianist, der sich sehr für die Bedeutung der Orgel und der Orgelmusik in der Sowjetunion engagierte. Er war Mitherausgeber der Neuen Bach-Ausgabe, die in Göttingen und Leipzig erschien.

## Leben
Leonid Rojsman stammte aus einer jüdischen Familie. Der Vater Isaak Rojsman war ein Mathematikdozent, die Mutter Jekaterina war Lehrerin. Leonid Rojsman studierte am Moskauer Konservatorium Klavier bei Alexander Goldenweiser bis 1938 und Orgel bei Alexander Goedicke bis 1941. Von 1942 war er dort als Dozent für Orgel, Klavier und Cembalo tätig.
1957 übernahm Rojsman die Leitung der Orgelklasse am Konservatorium. 1958 wurde er Vorsitzender der Kommission für Orgelbau in der UdSSR. 1963 wurde er zum Professor am Konservatorium berufen, seit 1969 war er stellvertretender Vorsitzender des Rats für Orgelbau beim Kulturministerium.
Leonid Rojsman prägte viele junge Organisten und deren Schüler, unter ihnen Oleg Jantschenko, der sein Nachfolger wurde, Alexander Fiseisky, Alexei Parschin und Marina Tchebourkina. Bei seiner Tätigkeit als Verantwortlicher für Orgelbau unterstützte er den Bau neuer Orgeln in der Sowjetunion und gewann durch seine Kontakte deutsche und andere internationale Orgelbaufirmen dafür.
Leonid Rojsmann veröffentlichte grundlegende Werke zur Geschichte der Orgel in Russland. Er stärkte die Bedeutung dieses Instruments, das durch die antikirchliche Position des Staates und die fehlende Existenz in orthodoxen Kirchen in dem Land eine geringe Rolle spielte.
Von Rojsman sind zahlreiche Aufnahmen mit Orgelmusik vor allem von Johann Sebastian Bach und anderen Barockkomponisten erschienen, sowie Klavierkonzerte von Werken klassischer und besonders russischer Komponisten des 19. und 20. Jahrhunderts. Er publizierte viele Notenausgaben barocker und klassischer Komponisten. Leonid Rojsman war Mitglied des Herausgeberkollektivs der Neuen Bach-Ausgabe, die in Leipzig und Göttingen erschien.
Er wurde 1989 auf dem Nowodewitschi-Friedhof in Moskau begraben.

## Publikationen (Auswahl)
Schriften
- Органная культура Эстонии [Die Orgelkultur Estlands] , 1960
- Советская органная музыка [Die sowjetische Orgelmusik] , 1971, 1974
- Орган в истории русской музыкальной культуры : в 2 т. Казань, 1979 
  - deutsche Übersetzung:  Die Orgel in der Geschichte der russischen Musikkultur. Gesellschaft der Orgelfreunde. Mettlach 2001.
- Литературное наследие : в 3 т. сост. и науч. ред. Н. В. Малиной. Казань  2012-2014.

Noteneditionen
- Klavierstücke aus Russland und Osteuropa, Leipzig 1963
- Dmitrij Kabalewskij: Klavieralbum : eine Auswahl leichter Stücke für die Jugend, Leipzig 1965
- Klavierstücke sowjetischer Komponisten für Kinder, Leipzig 1970
- Orgelwerke sowjetischer Komponisten, Leipzig 1973, 1980, enthält Werke von Schostakowitsch, Slonimski, Kikta, Tischtschenko, Arro, Muschel, Schawersaschwili und Starokadomski
- Orgelmusik des 20. Jahrhunderts aus Russland und Osteuropa : Weltliche Orgelstücke , Leipzig 1976